# Xyris glandacea
Xyris glandacea är en gräsväxtart som beskrevs av L.A.Nilsson. Xyris glandacea ingår i släktet Xyris och familjen Xyridaceae. Inga underarter finns listade i Catalogue of Life.